# 5. батаљон 14. средњобосанске ударне бригаде НОВЈ
5. батаљон 14. средњобосанске ударне бригаде НОВЈ је била партизанска војна јединица припадника пољске националне мањине из Босне и Херцеговине, формирана у Мартинцима у прњаворском срезу 7. маја 1944. године. Учествовао је у борбама у средишњој Босни. У септембру 1944. године преименован је у 3. батаљон, а распуштен у августу 1945. године.
Током постојања батаљона погинула су 93 његова војника, од којих 40 Пољака.

## Ознаке
Батаљон је користио бело-црвену пољску народну заставу, са црвеном петокраком звездом неправилног облика.

## Хронологија ратног пута батаљона

### 1944. година
- 28. јун - у рејону Старог Мартинца и Деветине, око 2 сата после поноћи, четничка бригада од око 600 људи напала је 5. батаљон, али је одбијена са знатним губицима.
- 31. јул–1. август – борбе са јединицама 1. козачке коњичке дивизије пуковника фон Панвица на периферији Прњавора. После неколико напада, пољски батаљон се 1. августа повукао у планине. Сутрадан су се козаци повукли из града иза реке Саве, а затим је 5. батаљон ушао у град.
- 6. септембар – заузимање Дервентске тврђаве без борбе. Заробљене су четири хаубице и два топа. Бивши војници Домобранске пуковније (усташке полиције) ступили су у састав 18. бригаде.
- 11. септембар - заузимање одбрањене железничке станице Лупљаница од Немаца и 3 вагона цигарета, 2 вагона дувана и 1 вагона санитетског материјала. Погинуло 10 Немаца. Губици 5. батаљона – 1 убијен, 7 рањених. Неколико дана касније - неуспели напад четника на 5. батаљон који је покривао транспорт хране за партизанску болницу у Прњавору.
- 18–28. септембар – учешће у опсади Бање Луке. Ту се борило око 11.000 партизана против 12.000 Немаца и усташа. Снаге НОВЈ успеле су да заузму већи део града осим замка где су нацисти бранили. Међутим, тада је део 1. козачке коњичке дивизије и 13. СС брдске дивизије „Ханџар“ (укупно око 5.000 војника са тенковима и артиљеријом) притекао у помоћ браниоцима и приморао партизане на повлачење.
- 7. новембар - уништење колосека на дионици од око 5 км између станица Лупљаница и Комарнице.
- 9. новембар - напад на колону од око 400 есесоваца и усташа која се пробијала према Прњавору. Десетак Немаца убијено.
- 12. новембар – минирање колосека између станица Десице и Комарнице, услед чега је дигнут у ваздух немачки оклопни воз са посадом.
- 29. новембар – рушење мостова у селима Кладаре и Лупљаница.
- 18. децембар - напад (заједно са 4. батаљоном 18. бригаде) на 3. бригаду Босанско-крајинског корпуса ЈВуО, услед чега је поражена. Погинуло 40 четника. Заробљена су 3 лака топа, 25 пушака и 2 коња.

### 1945. година
- 5. фебруар – батаљон прелази реку Врбас. Уништење четничких трупа у селима Карајзовце и Јанузовце. У селу Топола избија окршај са усташама у коме 51 њих гине, а 60 рањено.
- 7. фебруар - неуспешан напад на бојну од око 400 усташа из Босанске Градишке. Нападачи су у нападу на отвореном терену изгубили 39 мртвих и неколико десетина рањених, а затим су се повукли.
- 28. фебруар–1. март - заузимање тачке отпора Карауле код Жепца ноћу, убијено 20 Немаца. Заробљени су топ, митраљез и 40 граната.
- 18. март - напад на око 100 Немаца код цркве у Становији, погинуло 20 Немаца. Заробљена су 2 митраљеза, 11 пушака, 1 митраљез, 3 пиштоља и минобацач.
- 26. март - самостални напад на немачка утврђења у Брези и Росуљама, погинуло 10 немачких војника.
- 8. април - напад на штаб 21. брдског армијског корпуса у рејону Градишћа.
- 25. април - 18. бригада добила је наређење да заустави поход четника. У селу Очауш четнике су блокирала 2 батаљона Југословенске армије (НОВЈ пре марта 1945), укључујући и пољско-русински батаљон. У борби је погинуло 13, а рањено 26 четника. Заробљено је 5 лаких митраљеза, 1 лаки митраљез и 24 пушке.
- Борбе са четницима су настављене до 25. маја.[1]